# 月兔
月兔，也叫玉兔，在一些神話傳說中是居住在月球上的兔子。目前多認為是因對月球表面的空想性错视而产生。在许多文化中，特別的民间传说中，常塑造成用研杵捣研钵的形象。在中国神话中，月兔在月宫陪伴嫦娥并搗藥，而在日本和韩国，月兔則是在上面搗麻糬，在台灣也有月兔搗麻糬之說。

## 历史
月兔的记载，首见于屈原的《天问》：“夜光何德，死而又育？厥利维何，而顾菟在腹。”在西汉初期的马王堆一号汉墓帛画中月上绘有蟾蜍和玉兔。刘向《五经通义》：“月中有兔与蟾蜍何？月，阴也；蟾蜍，阳也，而与兔并，明阴系于阳也。”古诗中往往以兔指代月，以下是唐代前的例子：
- 《古诗十九首》之十七：三五明月满，四五蟾兔缺。
- 庾信《宫调曲》：金波来白兔，弱木下苍乌。
- 江总《内殿赋新诗》兔影脉脉照金铺，虬水滴滴泻玉壸。
- 江总《赋得三五明月满诗》：三五兔辉成，浮阴冷复轻。
- 江总《箫史曲》：来时兔月满，去后凤楼空。

## 中國以外的版本
《本生经》中记载：狐、獭、猴、兔每天到修道者处听道。某年天旱，修道者欲迁，四兽欲挽留各自寻找食。兔子自忖无能为力，于是自投火中，把自己作为食物。修道者显露帝释天真身，将兔绘于月上，作为纪念。在日本的《今昔物语集》中也有类似故事，兔子的伙伴变成了狐和猴。朝鮮童謠《小白船》（原名《半月》）也提到月中有兔。

## 现代参考
- 1969年阿波罗11号登陆月球前，舱内的太空员曾在谈话中提到嫦娥和月兔： [3]

林顿·约翰逊太空中心: Among the large headlines concerning Apollo this morning, there's one asking that you watch for a lovely girl with a big rabbit. An ancient legend says a beautiful Chinese girl called Chang-o has been living there for 4000 years. It seems she was banished to the Moon because she stole the pill of immortality from her husband. You might also look for her companion, a large Chinese rabbit, who is easy to spot since he is always standing on his hind feet in the shade of a cinnamon tree. The name of the rabbit is not reported.
林顿·约翰逊太空中心：今早有许多有关阿波罗号的重要消息，其中有条让你留意个可爱的女孩，她带着一只大兔子。在一个古老的传说中，一个美丽的中国女孩嫦娥已经在那里生活了4000年。据说她因为偷了丈夫的长生不老药而被流放到月球。也许可以找到她的同伴——一只巨大的兔子——它总是站在桂树的树荫下，很容易找到。兔子的名字并没有报道。
巴兹·奥尔德林: Okay. We'll keep a close eye out for the bunny girl.
巴兹·奥尔德林：好，我们会密切关注那个兔女郎。

- 肯尼思·安格在1972年的电影兔子的月亮（英语：Rabbit's Moon）即取材于此。
- 在中國探月工程中，嫦娥三号所携带的月球车被命名为“玉兔号”，嫦娥四号所携带的月球车被命名为“玉兔二号”。

## 图集
- 马王堆一号汉墓帛画在月上绘有蟾蜍和玉兔（左上角）
- 月兔搗藥，18世紀的刺繡龍袍
- 兔儿爷
- 广寒宫，明代刻漆木箱
- 月兔捣药，唐代铜镜
- 泰国尖竹汶府府徽
- 孙悟空战玉兔，选自月冈芳年《月百姿》
- 一些空想性错视的例子